# Пюивер (Воклюз)
Пюиве́р (фр. Puyvert) — коммуна во французском департаменте Воклюз региона Прованс — Альпы — Лазурный Берег. Относится к кантону Кадне.	

## Географическое положение

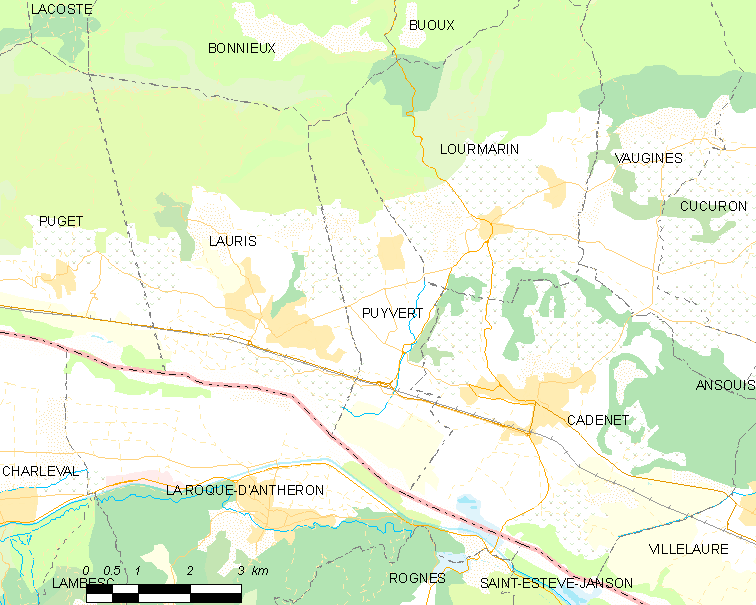
На карте.

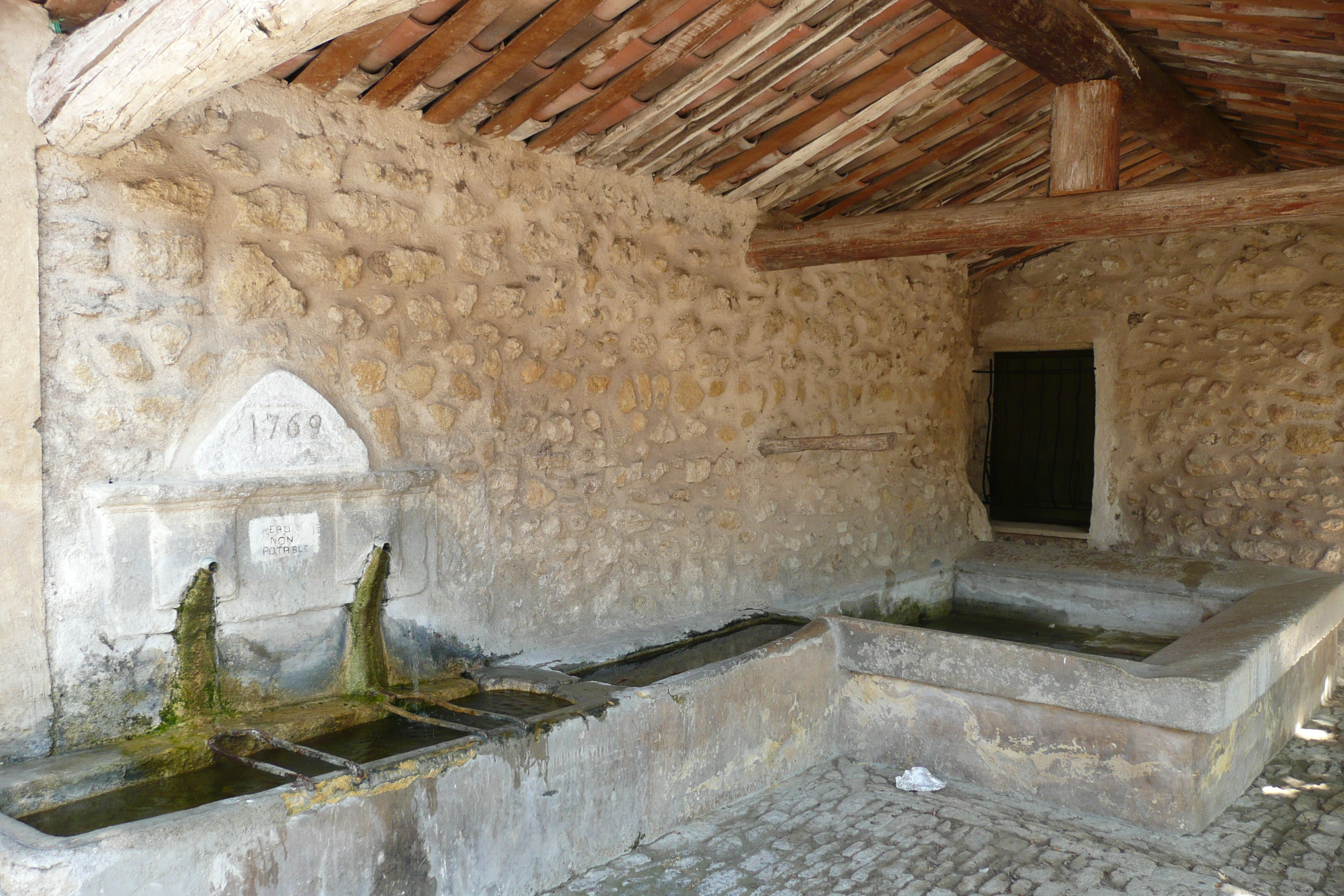
Лавуар в Пюивери.

Пюивер расположен в 50 км к юго-востоку от Авиньона. Соседние коммуны: Лурмарен, Вожин и Кюкюрон на востоке, Кадне на юго-востоке, Лорис на юго-западе.

### Гидрография
Через коммуну со склонов массива Люберон на юг течёт ручей Лаваль. Кроме этого, территорию коммуны пересекает Эг-Брэн, приток Дюранса.

## Демография
Население коммуны на 2010 год составляло 757 человек.
| 1962 | 1968 | 1975 | 1982 | 1990 | 1999 | 2010 |
| ---- | ---- | ---- | ---- | ---- | ---- | ---- |
| 152  | 163  | 232  | 297  | 434  | 541  | 757  |

## Достопримечательности
- Пижеонньер, развалины замка XIV века.
- Церковь Нотр-Дам.
- Приорат Сен-Пьер-де-Межан.
- Первобытное жилище.